# 35e cérémonie des Oscars
La 35e cérémonie des Oscars s’est déroulée le 8 avril 1963 au Civic Auditorium de Santa Monica et a récompensé des films sortis en 1962. Elle a été retransmise par le réseau de télévision américain ABC et présentée par Frank Sinatra.

## Présentateurs et intervenants
- George Chakiris et Rita Moreno, remise de l'Oscar du meilleur acteur dans un second rôle et de l'Oscar de la meilleure actrice dans un second rôle
- Wendell Corey, remise de l'Oscar du meilleur film étranger
- Joan Crawford, remise de l'Oscar du meilleur réalisateur
- Bette Davis, remise de l'Oscar du meilleur scénario original et de l'Oscar du meilleur scénario adapté
- Olivia de Havilland, remise de l'Oscar du meilleur film
- Van Heflin, remise de l'Oscar du meilleur court-métrage d'animation et de l'Meilleur court métrage en prises de vues réelles
- Audrey Hepburn et Eva Marie Saint, remise de l'Oscar des meilleurs costumes
- Gene Kelly, remise de l'Oscar de la meilleure direction artistique
- Karl Malden, remise de l'Oscar du meilleur montage
- Donna Reed, remise de l'Oscar de la meilleure photographie
- Ginger Rogers, remise de l'Oscar de la meilleure musique de film
- Sophia Loren, remise de l'Oscar du meilleur acteur
- Maximilian Schell, remise de l'Oscar de la meilleure actrice
- Miyoshi Umeki, remise de l'Oscar du meilleur film documentaire et du Meilleur court-métrage documentaire
- Shelley Winters, remise de l'Oscar du meilleur son et de l'Oscar des meilleurs effets spéciaux

## Palmarès et nominations

### Meilleur film
- Lawrence d'Arabie - Sam Spiegel, producteur (Royaume-Uni)
  - Du silence et des ombres (To Kill a Mockingbird) - Alan J. Pakula, producteur
  - Le Jour le plus long (The Longest Day) - Darryl F. Zanuck, producteur
  - The Music Man (Meredith Willson's The Music Man ) - Morton DaCosta, producteur
  - Les Révoltés du Bounty (Mutiny on the Bounty) - Aaron Rosenberg, producteur

### Meilleur réalisateur
- David Lean pour Lawrence d'Arabie
  - Frank Perry pour David et Lisa (David and Lisa)
  - Pietro Germi pour Divorce à l'italienne (Divorzio all'italiana)
  - Arthur Penn pour Miracle en Alabama (The Miracle Worker)
  - Robert Mulligan pour Du silence et des ombres

### Meilleur acteur
- Gregory Peck pour le rôle de Atticus Finch dans Du silence et des ombres
  - Burt Lancaster pour Le Prisonnier d'Alcatraz (Birdman of Alcatraz) de John Frankenheimer
  - Jack Lemmon pour Le Jour du vin et des roses (Days of Wine and Roses) de Blake Edwards
  - Marcello Mastroianni pour Divorce à l'italienne
  - Peter O'Toole pour Lawrence d'Arabie

### Meilleure actrice
- Anne Bancroft pour Miracle en Alabama[1]
  - Bette Davis pour Qu'est-il arrivé à Baby Jane ? (What Ever Happened to Baby Jane?) de Robert Aldrich
  - Katharine Hepburn pour Long voyage vers la nuit (Long Day's Journey Into Night) de Sidney Lumet
  - Geraldine Page pour Doux oiseau de jeunesse (Sweet Bird of Youth) de Richard Brooks
  - Lee Remick pour Le Jour du vin et des roses

### Meilleur acteur dans un second rôle
- Ed Begley pour le rôle de Tom « Boss » Finley dans Doux oiseau de jeunesse
  - Victor Buono pour Qu'est-il arrivé à Baby Jane ?
  - Telly Savalas pour Le Prisonnier d'Alcatraz
  - Omar Sharif pour Lawrence d'Arabie
  - Terence Stamp pour Billy Budd de Peter Ustinov

### Meilleure actrice dans un second rôle
- Patty Duke pour le rôle de Helen Keller dans Miracle en Alabama
  - Mary Badham pour Du silence et des ombres
  - Shirley Knight pour Doux oiseau de jeunesse
  - Angela Lansbury pour Un crime dans la tête (The Manchurian Candidate) de John Frankenheimer
  - Thelma Ritter pour Le Prisonnier d'Alcatraz

### Meilleur scénario original
- Ennio De Concini, Pietro Germi, Alfredo Giannetti pour Divorce à l'italienne
  - Charles Kaufman et Wolfgang Reinhardt pour Freud, passions secrètes (Freud) de John Huston
  - Ingmar Bergman pour À travers le miroir de Ingmar Berman
  - Alain Robbe-Grillet pour L'année dernière à Marienbad d'Alain Resnais
  - Stanley Shapiro et Nate Monaster pour Un soupçon de vison (That Touch of Mink) de Delbert Mann

### Meilleur scénario adapté
- Horton Foote pour Du silence et des ombres
  - Robert Bolt pour Lawrence d'Arabie
  - William Gibson pour Miracle en Alabama
  - Vladimir Nabokov pour Lolita de Stanley Kubrick
  - Eleanor Perry pour David et Lisa

### Meilleur film en langue étrangère
- Les Dimanches de Ville d'Avray de Serge Bourguignon •  France
  - Electre (Ηλέκτρα) de Michael Cacoyannis •  Grèce
  - La Bataille de Naples (Le quattro giornate di Napoli) de Nanni Loy •  Italie
  - La Parole donnée (O Pagador de Promessas) d'Anselmo Duarte •  Brésil
  - Tlayucan de Luis Alcoriza •  Mexique

### Meilleur film documentaire
- Black Fox: The Rise and Fall of Adolf Hitler de Louis Clyde Stoumen (en)
  - Alvorada

### Meilleure photographie

#### En noir et blanc
- Le Jour le plus long – Jean Bourgoin et Walter Wottitz
  - Le Prisonnier d'Alcatraz – Burnett Guffey
  - Qu'est-il arrivé à Baby Jane ? – Ernest Haller
  - Du silence et des ombres – Russell Harlan
  - Deux sur la balançoire (Two for the Seesaw) – Ted McCord

#### En couleurs
- Lawrence d'Arabie – Freddie Young
  - Hatari ! (Hatari!) de Howard Hawks – Russell Harlan
  - Gypsy, Vénus de Broadway (Gypsy) de Mervyn LeRoy – Harry Stradling
  - Les Révoltés du Bounty – Robert L. Surtees
  - Les Amours enchantées (The Wonderful World of the Brothers Grimm) de George Pal – Paul C. Vogel

### Meilleure direction artistique

#### En noir et blanc
- Alexander Golitzen, Henry Bumstead, Oliver Emert pour Du silence et des ombres
  - Joseph Wright, George James Hopkins pour Le Jour du vin et des roses
  - Ted Haworth, Léon Barsacq, Vincent Korda, Gabriel Bechir pour Le Jour le plus long
  - George Davis, Edward C. Carfagno, Henry Grace, Dick Pefferle pour L'École des jeunes mariés (Period of Adjustment) de George Roy Hill
  - Hal Pereira, Roland Anderson, Samuel M. Comer, Frank R. McKelvy pour Le Pigeon qui sauva Rome (The Pigeon That Took Rome) de Melville Shavelson

#### En couleurs
- John Box, John Stoll, Dario Simoni pour Lawrence d'Arabie
  - Paul Groesse, George James Hopkins pour The Music Man
  - George Davis (directeur artistique), J. McMillan Johnson, Henry Grace, Hugh Hunt pour Les Révoltés du Bounty
  - Alexander Golitzen, Robert Clatworthy, George Milo pour Un soupçon de vison
  - George Davis (directeur artistique), Edward C. Carfagno, Henry Grace, Dick Pefferle pour Les Amours enchantées

### Meilleurs costumes

#### En noir et blanc
- Qu'est-il arrivé à Baby Jane ? – Norma Koch
  - Le Jour du vin et des roses – Don Feld
  - L'Homme qui tua Liberty Valance (The Man Who Shot Liberty Valance) de John Ford – Edith Head
  - Miracle en Alabama – Ruth Morley
  - Phaedra de Jules Dassin – Denny Vachlioti

#### En couleurs
- Les Amours enchantées – Mary Wills
  - Ma geisha (My Geisha) de Jack Cardiff – Edith Head
  - The Music Man – Dorothy Jeakins
  - Gypsy, Vénus de Broadway – Orry-Kelly
  - Bon voyage ! de James Neilson – Bill Thomas

### Meilleur montage
- Lawrence d'Arabie – Anne Coates
  - Le Jour le plus long – Samuel E. Beetley
  - Les Révoltés du Bounty – John McSweeney, Jr.
  - Un crime dans la tête – Ferris Webster
  - The Music Man – William Ziegler

### Meilleure partition originale
- Lawrence d'Arabie – Maurice Jarre
  - Du silence et des ombres – Elmer Bernstein
  - Freud, passions secrètes – Jerry Goldsmith
  - Les Révoltés du Bounty – Bronislau Kaper
  - Tarass Bulba de J. Lee Thompson – Franz Waxman

### Meilleure adaptation musicale
- The Music Man – Ray Heindorf
  - Les Amours enchantées – Leigh Harline
  - Gigot, le clochard de Belleville (Gigot) de Gene Kelly – Michel Magne
  - Gypsy, Vénus de Broadway – Frank Perkins
  - La Plus Belle Fille du monde (Billy Rose's Jumbo) de Charles Walters – George Stoll

### Meilleure chanson
- Days of Wine and Roses dans Le Jour du vin et des roses – Musique : Henry Mancini ; Paroles : Johnny Mercer
  - Follow Me dans Les Révoltés du Bounty – Musique : Bronislau Kaper ; Paroles : Paul Francis Webster
  - Second Chance dans Deux sur la balançoire – Musique : Andre Previn ; Paroles : Dory Langdon
  - Tender Is the Night dans Tendre est la nuit (Tender Is the Night) de Henry King – Musique : Sammy Fain ; Paroles : Paul Francis Webster
  - Walk on the Wild Side dans La Rue chaude (Walk on the Wild Side) de Edward Dmytryk – Musique : Elmer Bernstein ; Paroles : Mack David

### Meilleur son
- Lawrence d'Arabie – John Cox
  - Un soupçon de vison – Waldon O. Watson
  - Bon Voyage ! – Robert O. Cook
  - Qu'est-il arrivé à Baby Jane ? – Joseph Kelly
  - The Music Man – George R. Groves

### Meilleurs effets spéciaux
- Le Jour le plus long – Robert MacDonald (visuels) et Jacques Maumont (sonores)
  - Les Révoltés du Bounty – A. Arnold Gillespie and Milo Lory

### Meilleur court métrage (prises de vues réelles)
- Heureux Anniversaire de Pierre Étaix
  - Big City Blues
  - The Cadillac
  - The Cliff Dwellers
  - Pan

### Meilleur court métrage (documentaire)
- Dylan Thomas de Jack Howells (en)
  - The John Glenn Story
  - The Road to the Wall

### Meilleur court métrage (animation)
- The Hole de John Hubley et Faith Hubley
  - Icarus Montgolfier Wright
  - Now Hear This
  - Self Defense … for Cowards
  - Symposium on Popular Songs

### Jean Hersholt Humanitarian Award
- Steve Broidy

## Statistiques

### Films récompensés
- 7 Oscars : Lawrence d'Arabie
- 3 Oscars : Du silence et des ombres
- 2 Oscars : Le jour le plus long, Miracle en Alabama
- 1 Oscar : Les Amours enchantées, Les Dimanches de Ville d'Avray, Divorce à l'italienne, Doux oiseau de jeunesse, Le Jour du vin et des roses, Qu'est-il arrivé à Baby Jane ?, The Music Man

### Nominations multiples
- 10 nominations : Lawrence d'Arabie
- 8 nominations : Du silence et des ombres
- 7 nominations : Les Révoltés du Bounty
- 6 nominations : The Music Man
- 5 nominations : Le Jour du vin et des roses, Le Jour le plus long, Un crime dans la tête, Miracle en Alabama, Qu'est-il arrivé à Baby Jane ?
- 4 nominations : Le Prisonnier d'Alcatraz, Les Amours enchantées
- 3 nominations : Divorce à l'italienne, Gypsy, Vénus de Broadway, Doux oiseau de jeunesse, Un soupçon de vison
- 2 nominations : Bon Voyage !, David et Lisa, Freud, passions secrètes, Deux sur la balançoire